# Bakers Gut
Bakers Gut ist ein so genannter ghaut (gut), ein ephemeres Gewässer ähnlich einer Fiumara, auf St. Kitts, im karibischen Inselstaat St. Kitts und Nevis.

## Geographie
Der Fluss entspringt im Zentrum von St. Kitts, am Nordabhang des Verchild’s Peak. Er verläuft nach Norden und mündet bald bei Nichola Town in den Atlantik, ganz in der Nähe zur Mündung der beiden benachbarten Nichola Town Gut und Christ Church Gut.